# 차중락
차중락(車重樂, 1942년 3월 2일 ~ 1968년 11월 10일)은 대한민국의 가수이다.

## 생애

### 성장 과정
차중락은 1942년 3월 2일 경성부에서 부친 車駿達(차준달)과 모친 安小順(안소순)의 8남 3녀 중 셋째아들(3남)로 태어났다. 
- 서울시 중구 신당동 304번지 603호에서 출생하였고 차중락의 부친은 해방 이전에 서울시청(京城市廳)의 전신인 조선총독부 경성부 공무과장직 일을 하였는데 출신학교 경성 보성전문학교 마라톤 선수이자 건설,토목 관련일을 보았던 공무원 출신이었다 해방 후 개인사업가로 변신하여 (株)신흥인쇄소를 경영하였는데 중구로 변경되기전 성동구갑부란 소리를 들었을 정도로 집안은 매우 부유하였고, 모친은 경성여자고등상업학교 시절 단거리 선수였으며, 시인 김수영은 차중락 큰이모의 아들이었으니 차중락 그와는 이종사촌간이었다.

- 차중락 그는 6.25 한국전쟁 이전에 유년기시절에 初名은 화종(華鐘)이라 불리었고 동생 차중광은 명종(明鐘)으로 불리다가 전쟁이 끝난 1953년말 重樂으로 동생은 명종에서 重光으로 서울지방법원에 의하여 개명절차가 완료되었다.

- 중고등학교 시절부터 예능과 체육에 남다른 특기를 보여주었고 특히 그림 삽화와 유화를 전문가수준 정도로 잘 그렸다.

- 큰 형님은 역도선수 출신이고 둘째형은 연세대학교 4번 타자를 치던 야구부 주장이었던 형님들의 영향을 많이 받고 성장하였다.

- 1961년도 미스터 코리아 전국대회에 출전하여 2등 준우승을 할 정도로 몸짱이었다.

- 당시 1등한 사람이 바로 몇 년전(2002년) 간암으로 별세한 [수사반장]의 유명탤런트 조경환 한양대학교 연극영화과 후배였다.

- 대한민국의 가요사에 라이벌구도가 1970년대 팬들사이에 남진팬 라훈아팬 두 그룹이 양산됐지만 기정사실은 이미 배호 VS 차중락이란 사전 라이벌 구도판이 실제했고 키보이스 중심 보컬로 美 8軍 부대에서 국내가요계에 첫발을 내디뎠던 시기 부산극장무대에 섰을적에 극장입구는 물론 부근의 건물의 유리창이 부셔지고 담벼락이 무너졌을 정도로 인산인해의 인파들이 붐볐다고 베이스기타를 치며 노래했던 차도균가수는 증언을 하였다.

- 오빠부대 원조는 바로 한국의 비틀즈란 닉네임을 얻었던 KEY BOYS(키보이스)그룹사운드였다.

- 車重樂이 활동했던 당시 가요계 남자가수 중심에는 <찐빵>이란 별명의 가수 최희준씨가 있었고 오기택의 <영등포의 밤> 정원이란 가수의 <허무한 마음> 남진의 <가슴아프게> 라훈아의 <사랑은 눈물의 씨앗>등 히트곡들의 음악템포가 느릿 느릿한 슬로우락이나 트로트(뽕짝)가 주로였지만 차중락은 본디 엘비스플레슬리나 폴앵커 낫킹콜 또는 남미 스페인어 가사로 불러대는 외국노래는 물론 이태리<칸쵸네>까지 소화해내는 천부적 소질이 있었다.

- 차중락에게 곡을 주었던 작곡가 이봉조 서영은등 차중락이 가졌던 최대한의 재능의 20%쯤 밖엔 제대로 장기를 활용하지 못했던 그 시대 음악의 流行 프레임속에 차중락을 가두어 놓았다고 봐야 된다.

- 노래를 부른 가수의 노랫말처럼 그 자신을 단명의 세계로 몰아갔지 않았을까? 큰 아쉬움으로 남았다.

- 배호, 차중락 두 사람이 일찍 사망치 않았다면 가요계는 양대 쌍라이벌 시대가 전개됐을 것이다.

- 그 적절한 라이벌의 상대는 비슷한 노래스타일 끼리 끼리 이런 쪽으로 흘렀을 것이다.

- 춤을 잘추는 가수에다 부유층집안의 출신 자라난 환경조차도 엇비슷했던 미남형의 (차중락 VS 남 진) 제대로 라이벌감이고 모습은 다소 투박하지만 호소력과 전통민요에 기초를 둔 뽕필이 충만한 가창력대결의 장을 펼칠 (배 호 VS 나훈아) 이런 구도판으로 흘렀을 것이다.

- 차중락이란 가수가 지닌 진짜 특기인 춤과 팝 뮤직에 관한 천부적소질 엘비스플레슬리 창법을 완벽히 소화해 내는 굵직한 저음의 매력적 바이브레이션 창법과 춤 동작, 美八軍 무대에서 갈고 닦은 장끼를 다 토해내지 못하고 요절한 차중락의 죽음은 가을만 다가오고 찬바람만 불어오고 낙엽이 떨어지면 그리워지며 생각나는 것이다.

- 배호, 차중락 이런 보이스컬러를 지닌 목소리의 가수는 다시는 나오질 않는 불세출의 명가수들인 것이다.

- 1968년 10월 중순 청량리 동일극장무대에서 고열을 동반한 뇌수막염으로 쓰러진 차중락은 신촌세브란스 병원으로 이송되었다.

- 1968년 10월 美八軍 무대에서 엘비스플레슬리 노래에 감동 받아서 줄곳 따라 다녔던 적극적 팬인 "알렌"이란 여성과 모친의 정성스런 간호도 아랑곳 없이 혼수상태로 全身 마비로 11월10일  젊은 나이에 20대 종반 만 26세로 요절하고 말았다.

- 민주공화당 성동지부 여성위원장에 어머니회장을 오랫동안 역임했던 모친은 사랑하는 아들이 유명을 달리하자 큰 충격을 진정하려고 담배를 피우기 시작하였다.

- 차중락은 1967년 MBC 제 2회 10대 가수상 신인부분에서 정훈희와 함께 신인가수상을 받았고 특별가수상에는 패티킴이 받았는데  同年(동년) 타방송사 동양방송 TBC 신인가수상도 받았던 수상경력이 있다.

- 흔히들 한국판 엘비스플레슬리로 남진이다. 또 영화배우겸 가수출신 목사 남석훈씨를 지목하는데 자세히 노래를 들어보면 아니다.

- 남진은 낫킹콜이란 미국가수의 창법이지 바이브레이션 창법을 구사하는 엘비스플레슬리로 볼 수가 없다. 복장만 엘비스 흉내를 냈다고 엘비스가 아니며 남진이 수학한 학교 경복중,고등학교 선배이자 동시에 한양대학교 연극영화과 선배인 차중락이 진찌로 오빠부대의 원조였던 것이다.

- 車重樂이 잠든 망우리공원 묘지엔 死後 20년이 지나도록 이름 모를 팬이 눈물로 씌어진 팬레터와 정기적 행사처럼 갖다 바친 꽂바구니는 장장 20년간 지속되었고 극성스런 팬들의 절절한 성원은 시대적 애잔한 슬픔을 전래해주는 전설의 가수로 남었다.

### 운동 선수
차중락은 1955년 서울장충국민학교, 1958년 서울경복중학교, 1961년 서울경복고등학교를 졸업한 바 있다. 그는 학창 시절 육상 선수로도 활약하였고, 대학생(한양공대 연영과) 시절에는 보디빌딩을 하여 한양공과대학교 연극영화학과 1학년 시절이던 1961년에는 미스터코리아 2위에 입상하기도 했는데 본인의 친형 중 하나인 차중덕(1941년 2월 10일생)이 바로, 故 김동엽 전직 MBC 야구 감독의 1959년 서울 경복고 졸업 동기(동창)이자 야구부 동기였다. 유명 탤런트 최불암 선생과 중앙고등학교 입학 동기 절친이며 미국서 일시 귀국하여 한양대학교 야구부 감독직을 잠시 하다가 사업계로 투신하여 <동양오리엔탈>이란 중소기업(제조업)을 경영했는데 낚시대 골프채를 제작하여 미국에 수출하던 중소사업체를 운영하다가 완전히 미국으로 이민갔고 8남 3녀중에서 손아래 동생 車重光 車重用 車重和만 제외하고 7남매들 모두가 미국 로스엔젤리스와 아리조나주의 영주권자들로 살아가고 있으며 망우리차중락 묘지관리는 대한화재보험 상무이사직을 역임한 명문, 양정고 마라톤선수 출신 5남인 車重用(아우)님이 돌보고 있다.

### 요절
- 1968년 11월 10일, 차중락은 서울의 청량리로터리 없어진 舊동일극장 공연장에서 10월 중순경 노래를 부르던 중 뇌막염으로 쓰러져 신촌세브란스 병원에 3주간 입원끝에 혼수상태, 전신마비로사망하였다.

- 현재 그의 묘는 서울특별시 중랑구 망우동 공원묘지에 있다.

- 묘비의 글인 <낙엽의 뜻>은 조병화 시인이 짓고, 그의 맏형 차중경이 썼다.

- 차중락의 묘의 묘비의 글을 손수 만들어 써 준 시인 조병화(인하대학교 명예교수 역임)는 배우 이순재 선생의 서울고 시절 은사이기도 하다.

- 묘비의 아랫부분에는 배호 등을 비롯한 당시의 유명 가수들과 허장강 등을 비롯한 유명 배우들의 이름이 나와 있으며, 그 다음 해부터 가수 차중락을 기리는 낙엽상이 제정되어 그 해 가장 뛰어난 신인들에게 이 상을 줬다.

- 낙엽상 제정 첫해 수상자는 나훈아와 이영숙, 그리고 1972년 제4회때는 김세환, 이수미가 수상하기도 했다.

### 학력
- 1955년 서울장충국민학교 졸업
- 1958년 서울경복중학교 졸업
- 1961년 서울경복고등학교 졸업
- 1962년 한양대학교 연극영화학과 중퇴

### 영화인 지망기

#### 대학생 시절
차중락은 원래 장래 희망이 영화감독이었으며 회화적 감성의 영화를 만들고 싶어했다. 특히 차중락은 국교 시절 포스터 그림을 그렸는데, 그 그림이 거리마다 붙어 있을 정도로 그는 그림에 소질이 있었기도 했다. 그는 한양공대 연극영화학과를 다닐 때, 그의 어머니 친구 아들 프랭키 손이 일본에서 활약하다 귀국을 하여 차중락이 부르는 노래를 우연히 듣고 "차중락이 너는 일본에 가면, 필경 대성공을 거둘 것이다."라는 말을 하여 차중락은 일본행을 결심했다. 그는 21세 때 대학교를 중퇴하고 밀항선도 탔지만, 그가 도착한 곳은 경상남도 부산이었는데 그곳에서 그는 밀항 사기에 걸려들었다.

### 음악 활동

#### 키보이스
그는 1962년 11월 3일, 서울로 돌아와 3년 후 사촌형 차도균(키 보이스 구성원 중 일원)의 권유로 1965년 키 보이스(록 음악 밴드)에 합류했다. 그 이전에도 이미 그는 1964년 8월 1일, 미8군 무대에 오른 첫날부터 큰 인기를 끌었다. 시민회관 공연 때는 검은 고무장화 한켤레를 신고 나갔는데 결국 이 모습까지 상당히 비슷하다 하여 '한국의 엘비스'로 각인되는 계기가 됐다. 차중락의 애인은 에바 가드너와도 차라리 가히 비교될 만한 미인이었으며 이름은 玉珠(옥주)란 여성이었다. 玉(옥)씨는 1964년 당시 KAL 대한항공 스튜어디스 직으로 취업한 후 미국으로 떠나 가버렸다. 지난날 전직 키보이스 멤버(드러머)로 활동한 록 음악 드럼 세트 연주가 출신인 윤항기 교수가 훗날 1980년대에 발간한 회고록 성향의 수필집에서는 玉(옥)씨가 이화여자대학교 메이퀸이었다고도 한다. 그러나 그녀와 차중락의 사랑은 오래 가지 않았다. 1966년 가을 어느 날, 차중락의 옛 애인(전직 대한항공 스튜어디스 출신이었던 玉모씨)은 대한항공(KAL)의 스튜어디스 직을 취업한지도 2년여만에 사직하여 그만두고 나서는 아주 아예 미국으로 떠나 버렸다. 그리고 그 해(1966년) 11월 10일, 엘비스 프레슬리의 《Anything that's part of you》를 번안 및 편곡한 차중락의 <낙엽 따라 가버린 사랑>이 전국에서 크게 히트하였다. 그리고 1967년 8월, 제2회 MBC 10대 가수상 신인 부분에 정훈희와 함께 수상자가 되었으며 동년 년도말(1967년 12월)의 동양방송(TBC)의 신인가수상에는 이봉조 작곡 (사랑의 종말)이란 노래가 대히트 하였는데 차중락 본인이 가장 좋아했던 취입곡은 바로 방송금지곡 이었던 <마음은 울면서>와 <철없은 아내>란 노래였다.

## 그의 히트곡
- 《낙엽 따라 가버린 사랑》
- 《별처럼 달처럼》
- 《밤하늘의 연가》
- 《그대는 가고》
- 《나는 혼자다》
- 《철없는 아내》
- 《사랑의 종말》
- 《별장지대》
- 《사랑아 돌아오라》
- 《환상》
- 《고향은 다르지만》
- 《마음은 울면서》

## 가족 및 친척 관계
- 8남 3녀 중 3남으로 출생
- 첫째형 : 차중경 역도선수 파독광부 재미동포
- 둘째형 : 차중덕 연세대학교 야구선수 한양대학 야구부 감독생활후 사업가(재미동포)
- 넷  째 : 차중광 (1945년 12월 16일 ~ 2020년 8월 27일)
- 다섯째 ; 차중용 대한화재보험 상무이사,마케팅회사사장
- 여섯째 : 차중성 인하대학교 조선공학과 학사,석사(조선업설계사)
- 일곱째 : 차중화 서라벌고등학교 졸업
- 막  내 : 차중배 홍익대학교 졸업( 명동클럽과 종로, 나이크클럽에서 < A to Z> 그룹사운드 보컬활동
- 장 녀  : 차선희 재미교포
- 차 녀  : 차순영 유튜버
- 막내딸 : 차선미
- 조 카  : 차승우 (1978년 7월 27일 ~ )
- 남동생 : 차중용 대한화재보험사 상무이사역임.
- 사촌형 : 차도균 (1940년 6월 17일 ~ )
- 이종사촌형 : 김수영 (1921년 11월 27일 ~ 1968년 6월 16일)
- 외사촌누이 : 안광순 차중광과 장충초등학교 동기동창
- 5 촌 조카 :  신혁재박사 명지병원진료부원장 유방암 갑상선 쌘터장--안광순의 長男
- 외가숙모  : 최승희 조선민주주의 인민공화국 공훈예술인 世界的 舞姬
- 5 촌 숙부 : 홍순문 (洪淳文)-(株)동부고속 화물영업본부 전무이사,대표이사-역임
- 외가6촌형 : 안성현 조선민주주의 인민공화국 테너-성악가,작곡가 공훈예술인으로 "엄마야 누나야""부용산"작곡가이며 北朝鮮 양강도 국립교향악단 지휘자.
- 外家 祖父 : 안국선 경북 청도군수, 탁지부 고등판무관(친일인명사전에 군수직 2년 기록을 근거로 등재됨)
- 외가6촌형 : 홍두표 前 KBS사장, 現 TV조선 회장 (外祖母(홍성례)친정동생 洪淳七의 자)

## 같이 보기
| - 배호 - 김정호 - 김현식 - 장덕 - 장현 - 유재하 - 김광석 - 김성재 - 서지원 - 김형철 - 홍성민 - 홍종명 - 김인순 - 박길라 - 이원진 - 김환성 - 전태관 - 김용환 - 정재덕 - 한정무 - 남인수 - 이만희 - 김안라 - 백년설 - 임방울 - 김해일 - 김승호 - 김진규 - 이주원 - 이인근 - 이대엽 - 지미 도시 - 토미 도시 - 빙 크로즈비 - 프랭크 시나트라 - 엔리코 카루소 - 존 매코맥 - 로이 오비슨 - 장 궈룽 - 엘비스 프레슬리 - 스튜어트 서트클리프 - 토니 셰리던 - 존 레논 - 더 빅 바퍼 - 이낙훈 - 홍현걸 - 김기웅 | - 이난영 - 김정구 - 이항 - 현인 - 김영애 - 박경애 - 길은정 - 정금화 - 유니 - 터틀맨 - 김창익 - 김민수 - 장준기 - 이혜린 - 채동하 - 김지훈 - 박성신 - 정애리 - 은비 - 리세 - 신해철 - 남백송 - 황해 - 백설희 - 손인호 - 조동진 - 황치훈 - 신상옥 - 최은희 - 이장순 - 신성일 - 이인범 - 황은진 - 도민호 - 니노 마르티니 - 밥 크로즈비 - 베니아미노 질리 - 플라시도 도밍고 - 페기 리 - 메이 옌팡 - 진 빈센트 - 추이 젠 - 유채영 - 조지 해리슨 - 버디 할리 - 하수영 - 진미령 | - 김해송 - 조상선 - 김영길 - 이봉룡 - 김승호 - 이봉조 - 정민섭 - 조명암 - 길옥윤 - 김영애 - 이영숙 - 이승희 - 김명곤 - 엄토미 - 차태진 - 안재환 - 박건호 - 최창권 - 김성태 - 백야성 - 최진실 - 이경순 - 유현목 - 김기영 - 박춘석 - 조공례 - 최진영 - 임충 - 서병후 - 이호준 - 이종환 - 김광한 - 종현 - 최병걸 - 이현 - 패티 페이지 - 딘 마틴 - 딘 폴 마틴 - 루치아노 파바로티 - 호세 카레라스 - 앤디 윌리엄스 - 덩 리쥔 - 클리프 리처드 - 오자키 유타카 - 빅토르 초이 - 마이클 잭슨 - 리치 밸런스 |  |